# Utolsó alkalom (film)
Az Utolsó alkalom egy 1981-ben bemutatott színes, magyar krimi, amely Fóti Andor: Szemben a bűnözőkkel című könyvének Gyilkosság a Lehel úton című epizódját dolgozza fel. Rendező: Bácskai Lauró István. A film megtörtént eseményen alapul. A könyv cselekménye valamikor az '40-es, '50-es évek fordulóján játszódik, a filmben azonban a cselekményt áthelyezték a jelenbe.

## Történet
A dúsgazdag és idős Sréth Jolán főbérlő rablógyilkosság áldozata lesz. Ám a hölgy múltbéli ügyei egészen más megvilágításba helyezik a nyomozást.

## Szereplők
- Cserhalmi György (Kocsis Tibor főhadnagy)
- Bencze Ferenc (Matejka Imre)
- Makay Sándor (Feri, nyomozó)
- Markaly Gábor (Ernő, nyomozó)
- Kenderesi Tibor (Bandi bácsi, rendőrfőnök)
- Gera Zoltán (Sréth Kálmán)
- Szabó Sándor (Sréth Jenő)
- Máthé Erzsi (Sréth Kálmánné Borzás Gizella)
- Tábori Nóra (Szirmainé Margó)
- Dózsa László (Klauberg Sándor 'Lucien')
- Bánfalvy Ágnes (Hosszúpuska)
- Mikó István (Gömbi)
- Cserhalmi Erzsébet (Kocsisné)
- Máriáss József (zongorista)
- Mezey Lajos (Szommer doktor)
- Dávid Ágnes (Erzsike, titkárnő)
- Ullmann Mónika (Kocsis kislánya)
- Ambrus András (házmester)
- Kun Vilmos (Jakab úr, tanú)
- Molnár Miklós (technikus)
- Kádár Flóra (házvezetőnő)
- Almási Albert (férfi a játékgépnél)

## Díjak
- 1982: Magyar filmkritikusok díja Cserhalmi Györgynek a filmben nyújtott alakításáért.[1]